# Unione occidentale
L'Unione occidentale (WU o UO), (in inglese: Western Union; in francese: Union occidentale; in olandese: Westelijke Unie; in lussemburghese: Westlech Unioun) nota anche come Organizzazione del Trattato di Bruxelles (BTO), era l'alleanza militare europea stabilita tra Francia, Regno Unito e i tre paesi del Benelux a settembre 1948 per attuare il Trattato di Bruxelles firmato a marzo dello stesso anno. In base a questo trattato, i firmatari, indicati come i cinque poteri, concordavano di collaborare nel campo della difesa e in quello politico, economico e culturale.
Durante la guerra di Corea (1950-1953), il quartier generale, il personale e i piani del braccio di difesa della UO, la Western Union Defence Organization (WUDO), furono trasferiti alla nuova Organizzazione del Trattato dell'Atlantico del Nord (NATO), fornendo il nucleo della NATO struttura di comando presso i Supreme Headquarters Allied Powers Europe (SHAPE). A seguito del fallimento della Comunità europea di difesa nel 1954, le Conferenze di Londra e Parigi portarono al Trattato modificato di Bruxelles (TMB) attraverso il quale l'Unione occidentale fu trasformata in Unione europea occidentale (UEO) e fu raggiunta da Italia e Germania Ovest. Le funzioni dell'UEO sono state trasferite all'Unione europea (UE), l'Unione occidentale è un precursore della NATO e il braccio militare della UE.

## Storia

### Contesto storico

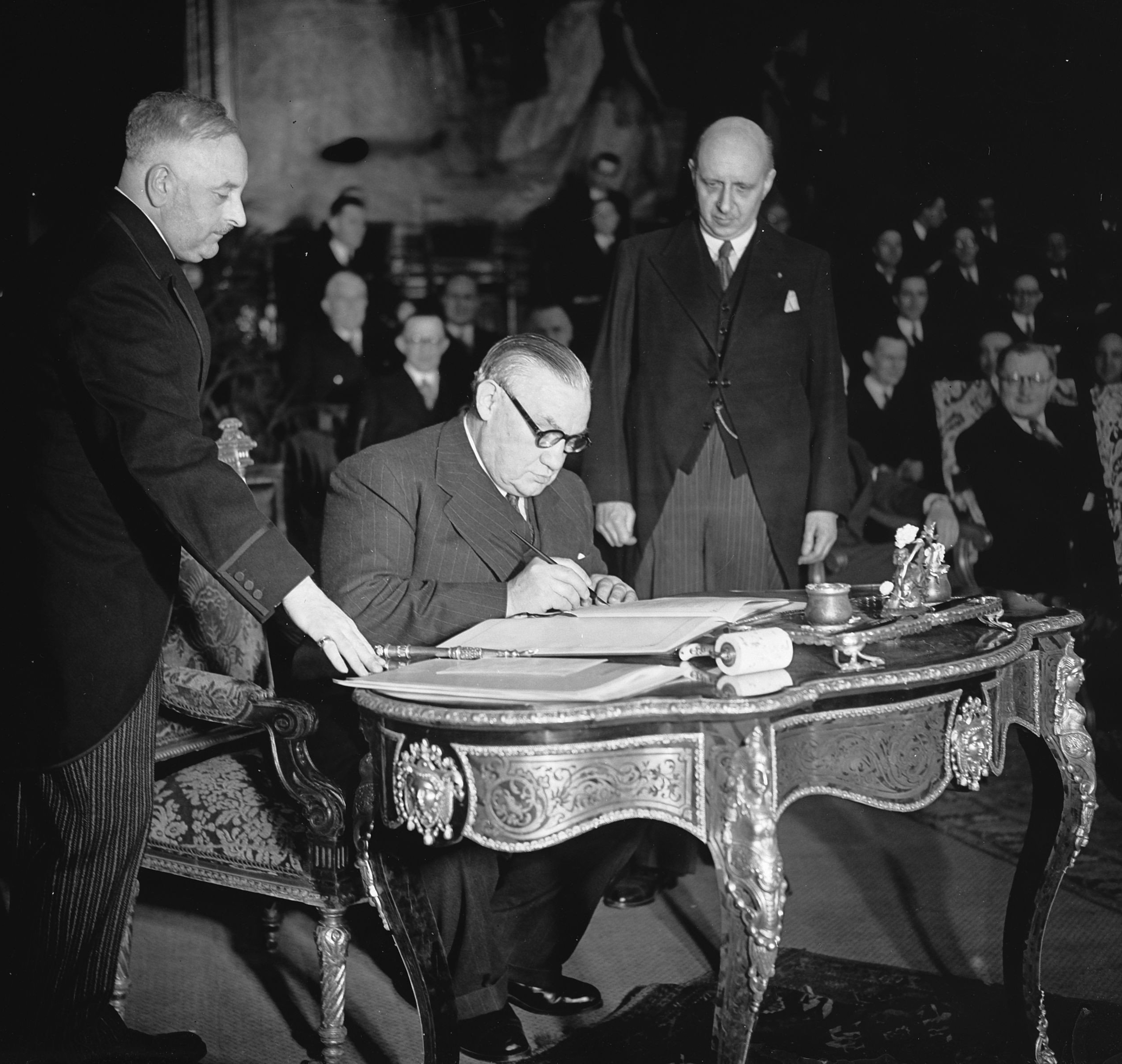
Il ministro degli esteri britannico Bevin firma il trattato di Bruxelles

All'indomani della Seconda guerra mondiale ci furono timori di un rinnovamento dell'aggressione tedesca e il 4 marzo 1947 il Trattato di Dunkerque fu firmato dalla Francia e dal Regno Unito come Trattato di Alleanza e Assistenza reciproca in caso di un possibile attacco.
Nel suo discorso alla Camera dei comuni del 22 gennaio 1948, il segretario degli Esteri britannico Ernest Bevin chiese l'estensione del Trattato di Dunkerque per includere anche i paesi del Benelux, creando un'Unione occidentale. L'obiettivo era quello di consolidare l'Europa occidentale per soddisfare gli Stati Uniti e comunicare in anticipo l'eventuale incorporazione dell'Italia, e quindi della Germania, nel trattato.
La conferenza negoziale si tenne il 4 marzo 1948, pochi giorni dopo il colpo di stato a Praga; grazie a ciò, i tre paesi più piccoli furono in grado di persuadere gli altri a concordare sul concetto di assistenza reciproca automatica e immediata in caso di aggressione e sull'idea di costituire un'organizzazione regionale (un'alleanza multilaterale ai sensi dell'articolo 51 della Carta dell'ONU).
L'Unione occidentale aveva lo scopo di fornire all'Europa occidentale un baluardo contro la minaccia comunista e di portare una maggiore sicurezza collettiva.

### Formazione
Il Trattato di Bruxelles fu firmato il 17 marzo 1948 tra Belgio, Francia, Lussemburgo, Paesi Bassi e Regno Unito, e fu un'espansione dell'impegno di difesa dell'anno precedente, il Trattato di Dunkerque firmato tra Gran Bretagna e Francia.
Sebbene il trattato non andasse oltre la previsione della "cooperazione" tra le parti contraenti che sarebbe attuato tramite il consiglio consultivo dell'articolo VII, nonché attraverso altri organismi, in pratica l'accordo è stato denominato Unione occidentale o l'Organizzazione del trattato di Bruxelles.

### Cannibalizzazione ed emarginazione
Quando la divisione dell'Europa in due campi opposti divenne inevitabile, la minaccia dell'URSS divenne molto più importante della minaccia del riarmo tedesco. L'Europa occidentale, quindi, cercava un nuovo patto di difesa reciproca che coinvolgesse gli Stati Uniti, una potente forza militare per tale alleanza. Gli Stati Uniti, preoccupati di contenere l'influenza dell'URSS, furono sensibili. Incontri segreti iniziarono alla fine di marzo 1949 tra funzionari americani, canadesi e britannici per avviare i negoziati che portarono alla firma del Patto Atlantico il 4 aprile 1949 a Washington.
La necessità di sostenere gli impegni del Patto Atlantico con adeguate strutture politiche e militari portò alla creazione dell'Organizzazione del Trattato dell'Atlantico del Nord (NATO). Nel dicembre 1950, con la nomina del generale Eisenhower come primo comandante supremo degli alleati in Europa (SACEUR), i membri del Trattato di Bruxelles decisero di trasferire alla NATO il quartier generale, il personale e i piani dell'Organizzazione per la difesa dell'Unione occidentale (WUDO). Il quartier generale supremo della NATO Allied Powers Europe (SHAPE) assunse la responsabilità della difesa dell'Europa occidentale, mentre il quartier generale fisico di Fontainebleau fu trasformato in quartier generale della NATO, Allied Forces Central Europe (AFCENT). Il maresciallo di campo Bernard Montgomery si dimise da Presidente del Comitato dei comandanti in capo delle forze terrestri, della Marina e dell'Aeronautica il 31 marzo 1951 e assunse la posizione di Vice Comandante supremo alleato in Europa (DSACEUR) il 1º aprile 1951.
L'istituzione della NATO, insieme alla firma di una serie di trattati che istituiscono l'Organizzazione per la cooperazione economica europea (aprile 1948), l'Organizzazione del Trattato dell'Atlantico del Nord (aprile 1949), il Consiglio d'Europa (maggio 1949) e la Comunità europea del carbone e dell'acciaio (aprile 1951), avviò un declino dell'Unione occidentale e il suo trattato istitutivo di Bruxelles fu privato di gran parte della propria autorità.

### Trasformazione nell'Unione europea occidentale
Il Trattato istitutivo di Bruxelles dell'Unione occidentale fu modificato alla Conferenza di Parigi del 1954 a seguito del fallimento del Trattato che istituiva la Comunità europea di difesa (CED) per ottenere la ratifica francese: Il Trattato Generale (in tedesco: Deutschlandvertrag) del 1952 nominò formalmente la CED come prerequisito per la fine dell'occupazione alleata della Germania, e c'era il desiderio di includere la Germania nell'architettura di difesa occidentale. Il Trattato di Bruxelles modificato (MBT) ha trasformato l'Unione occidentale in Unione europea occidentale (UEO), a quel punto sono state ammesse Italia e Germania. Sebbene l'UEO istituita dall'MBT sia stata significativamente meno potente e ambiziosa dell'originale Unione occidentale, l'adesione tedesca all'UEO è stata considerata sufficiente affinché l'occupazione del paese terminasse in conformità con il Trattato Generale.

## Iniziativa sociale e culturale
Il trattato di Bruxelles prevedeva clausole culturali e sociali, concetti per l'istituzione di un "Consiglio consultivo". La base di ciò era che una cooperazione tra le nazioni occidentali avrebbe contribuito a fermare la diffusione del comunismo.

## Organizzazione della difesa
Dall'aprile del 1948, gli stati membri dell'Unione occidentale decisero di creare un'agenzia militare sotto il nome di Western Union Defence Organization (WUDO). La WUDO è stata istituita formalmente tra il 27-28 settembre 1948.

### Obiettivo
L'obiettivo della WUDO era di provvedere al coordinamento della difesa tra le cinque potenze nei settori militare e di approvvigionamento e allo studio dei problemi tattici della difesa dell'Europa occidentale; inoltre, per fornire un quadro sul quale, in caso di emergenza, si potrebbe costruire un'organizzazione di comando.
Il trattato di Bruxelles conteneva una clausola di difesa reciproca ai sensi dell'articolo IV:
- Se una delle Alte Parti contraenti dovesse essere oggetto di un attacco armato in Europa, le altre Alte Parti contraenti, in conformità con le disposizioni dell'Articolo 51 della Carta delle Nazioni Unite, potranno permettersi alla Parte di attaccare tutti i militari e altri aiuti e assistenza in loro potere.[13]

L'articolo V stabilisce gli obblighi dei membri del Patto di Bruxelles di cooperare con il Consiglio di sicurezza delle Nazioni Unite per mantenere la pace e la sicurezza internazionali e l'articolo VI stabilisce gli obblighi dei membri del Patto di Bruxelles di non stipulare trattati di terze parti in conflitto con il Trattato di Bruxelles.

### Struttura
L'organigramma della WUDO del novembre 1948, in cui linee solide e tratteggiate indicano rispettivamente linee di controllo e di collegamento:
|                                                               |                                                               |                                                               |                                                               |                                                                                        |                                                                                        |                                                                                        |                                                                                        |                                                                                        |                                                                                        |                                               |                                               | Consiglio consultivo (ministri degli esteri o dei primi ministri) |                                               |                                               |                                               |                                                  |                                                  |                                                      |                                                      |                                                      |                                                      |                                                      |                                                      |                                             |                                            |                                                     |                                                     |                                                     |                                                     |                                                     |                                                     |  |  |  |  |  |  |  |  |  |  |  |  |  |  |  |  |  |  |  |  |  |  |  |  |
|                                                               |                                                               |                                                               |                                                               |                                                                                        |                                                                                        |                                                                                        |                                                                                        |                                                                                        |                                                                                        |                                               |                                               |                                                                   |                                               |                                               |                                               |                                                  |                                                  |                                                      |                                                      |                                                      |                                                      |                                                      |                                                      |                                             |                                            |                                                     |                                                     |                                                     |                                                     |                                                     |                                                     |  |  |  |  |  |  |  |  |  |  |  |  |  |  |  |  |  |  |  |  |  |  |  |  |
|                                                               |                                                               |                                                               |                                                               |                                                                                        |                                                                                        |                                                                                        |                                                                                        |                                                                                        |                                                                                        |                                               |                                               |                                                                   |                                               |                                               |                                               |                                                  |                                                  |                                                      |                                                      |                                                      |                                                      |                                                      |                                                      |                                             |                                            |                                                     |                                                     |                                                     |                                                     |                                                     |                                                     |  |  |  |  |  |  |  |  |  |  |  |  |  |  |  |  |  |  |  |  |  |  |  |  |
|                                                               |                                                               |                                                               |                                                               |                                                                                        |                                                                                        |                                                                                        |                                                                                        |                                                                                        |                                                                                        |                                               |                                               |                                                                   |                                               |                                               |                                               |                                                  |                                                  |                                                      |                                                      |                                                      |                                                      |                                                      |                                                      |                                             |                                            |                                                     |                                                     |                                                     |                                                     |                                                     |                                                     |  |  |  |  |  |  |  |  |  |  |  |  |  |  |  |  |  |  |  |  |  |  |  |  |
|                                                               |                                                               |                                                               |                                                               | Commissione permanente (4 ambasciatori a Londra più rappresentante del Foreign Office) | Commissione permanente (4 ambasciatori a Londra più rappresentante del Foreign Office) | Commissione permanente (4 ambasciatori a Londra più rappresentante del Foreign Office) | Commissione permanente (4 ambasciatori a Londra più rappresentante del Foreign Office) | Commissione permanente (4 ambasciatori a Londra più rappresentante del Foreign Office) | Commissione permanente (4 ambasciatori a Londra più rappresentante del Foreign Office) |                                               |                                               |                                                                   |                                               |                                               |                                               |                                                  |                                                  |                                                      |                                                      |                                                      |                                                      | Comitato di difesa (ministri della difesa)           | Comitato di difesa (ministri della difesa)           | Comitato di difesa (ministri della difesa)  | Comitato di difesa (ministri della difesa) | Comitato di difesa (ministri della difesa)          | Comitato di difesa (ministri della difesa)          |                                                     |                                                     |                                                     |                                                     |  |  |  |  |  |  |  |  |  |  |  |  |  |  |  |  |  |  |  |  |  |  |  |  |
|                                                               |                                                               |                                                               |                                                               | Commissione permanente (4 ambasciatori a Londra più rappresentante del Foreign Office) | Commissione permanente (4 ambasciatori a Londra più rappresentante del Foreign Office) | Commissione permanente (4 ambasciatori a Londra più rappresentante del Foreign Office) | Commissione permanente (4 ambasciatori a Londra più rappresentante del Foreign Office) | Commissione permanente (4 ambasciatori a Londra più rappresentante del Foreign Office) | Commissione permanente (4 ambasciatori a Londra più rappresentante del Foreign Office) |                                               |                                               |                                                                   |                                               |                                               |                                               |                                                  |                                                  |                                                      |                                                      |                                                      |                                                      | Comitato di difesa (ministri della difesa)           | Comitato di difesa (ministri della difesa)           | Comitato di difesa (ministri della difesa)  | Comitato di difesa (ministri della difesa) | Comitato di difesa (ministri della difesa)          | Comitato di difesa (ministri della difesa)          |                                                     |                                                     |                                                     |                                                     |  |  |  |  |  |  |  |  |  |  |  |  |  |  |  |  |  |  |  |  |  |  |  |  |
|                                                               |                                                               |                                                               |                                                               |                                                                                        |                                                                                        |                                                                                        |                                                                                        |                                                                                        |                                                                                        |                                               |                                               |                                                                   |                                               |                                               |                                               | Commissione di approvvigionamento militare       |                                                  |                                                      |                                                      |                                                      |                                                      |                                                      |                                                      |                                             |                                            |                                                     |                                                     |                                                     |                                                     |                                                     |                                                     |  |  |  |  |  |  |  |  |  |  |  |  |  |  |  |  |  |  |  |  |  |  |  |  |
|                                                               |                                                               |                                                               |                                                               |                                                                                        |                                                                                        |                                                                                        |                                                                                        |                                                                                        |                                                                                        |                                               |                                               |                                                                   |                                               |                                               |                                               |                                                  |                                                  |                                                      |                                                      |                                                      |                                                      |                                                      |                                                      |                                             |                                            |                                                     |                                                     |                                                     |                                                     |                                                     |                                                     |  |  |  |  |  |  |  |  |  |  |  |  |  |  |  |  |  |  |  |  |  |  |  |  |
|                                                               |                                                               |                                                               |                                                               |                                                                                        |                                                                                        |                                                                                        |                                                                                        |                                                                                        |                                                                                        |                                               |                                               |                                                                   |                                               |                                               |                                               |                                                  |                                                  |                                                      |                                                      |                                                      |                                                      |                                                      |                                                      | Comitato dei capi di stato maggiore (WUCOS) |                                            |                                                     |                                                     |                                                     |                                                     |                                                     |                                                     |  |  |  |  |  |  |  |  |  |  |  |  |  |  |  |  |  |  |  |  |  |  |  |  |
|                                                               |                                                               |                                                               |                                                               |                                                                                        |                                                                                        |                                                                                        |                                                                                        |                                                                                        |                                                                                        |                                               |                                               |                                                                   |                                               |                                               |                                               | Comitato finanziario                             |                                                  |                                                      |                                                      |                                                      |                                                      |                                                      |                                                      |                                             |                                            |                                                     |                                                     |                                                     |                                                     |                                                     |                                                     |  |  |  |  |  |  |  |  |  |  |  |  |  |  |  |  |  |  |  |  |  |  |  |  |
|                                                               |                                                               |                                                               |                                                               |                                                                                        |                                                                                        |                                                                                        |                                                                                        |                                                                                        |                                                                                        |                                               |                                               |                                                                   |                                               |                                               |                                               |                                                  |                                                  |                                                      |                                                      |                                                      |                                                      |                                                      |                                                      |                                             |                                            |                                                     |                                                     |                                                     |                                                     |                                                     |                                                     |  |  |  |  |  |  |  |  |  |  |  |  |  |  |  |  |  |  |  |  |  |  |  |  |
|                                                               |                                                               |                                                               |                                                               |                                                                                        |                                                                                        |                                                                                        |                                                                                        |                                                                                        |                                                                                        |                                               |                                               |                                                                   |                                               |                                               |                                               |                                                  |                                                  |                                                      |                                                      |                                                      |                                                      |                                                      |                                                      |                                             |                                            |                                                     |                                                     |                                                     |                                                     |                                                     |                                                     |  |  |  |  |  |  |  |  |  |  |  |  |  |  |  |  |  |  |  |  |  |  |  |  |
|                                                               |                                                               |                                                               |                                                               |                                                                                        |                                                                                        |                                                                                        |                                                                                        |                                                                                        |                                                                                        |                                               |                                               |                                                                   |                                               |                                               |                                               |                                                  |                                                  |                                                      |                                                      |                                                      |                                                      |                                                      |                                                      |                                             |                                            |                                                     |                                                     |                                                     |                                                     |                                                     |                                                     |  |  |  |  |  |  |  |  |  |  |  |  |  |  |  |  |  |  |  |  |  |  |  |  |
|                                                               |                                                               |                                                               |                                                               |                                                                                        |                                                                                        |                                                                                        |                                                                                        |                                                                                        |                                                                                        |                                               |                                               |                                                                   |                                               |                                               |                                               |                                                  |                                                  |                                                      |                                                      |                                                      |                                                      |                                                      |                                                      |                                             |                                            |                                                     |                                                     |                                                     |                                                     |                                                     |                                                     |  |  |  |  |  |  |  |  |  |  |  |  |  |  |  |  |  |  |  |  |  |  |  |  |
|                                                               |                                                               |                                                               |                                                               |                                                                                        |                                                                                        |                                                                                        |                                                                                        |                                                                                        |                                                                                        |                                               |                                               |                                                                   |                                               |                                               |                                               |                                                  |                                                  |                                                      |                                                      |                                                      |                                                      |                                                      |                                                      |                                             |                                            |                                                     |                                                     |                                                     |                                                     |                                                     |                                                     |  |  |  |  |  |  |  |  |  |  |  |  |  |  |  |  |  |  |  |  |  |  |  |  |
| Comitato speciale dell'Assemblea generale delle Nazioni Unite | Comitato speciale dell'Assemblea generale delle Nazioni Unite | Comitato speciale dell'Assemblea generale delle Nazioni Unite | Comitato speciale dell'Assemblea generale delle Nazioni Unite | Comitato speciale dell'Assemblea generale delle Nazioni Unite                          | Comitato speciale dell'Assemblea generale delle Nazioni Unite                          |                                                                                        |                                                                                        | Comitato di sicurezza                                                                  | Comitato di sicurezza                                                                  | Comitato di sicurezza                         | Comitato di sicurezza                         | Comitato di sicurezza                                             | Comitato di sicurezza                         |                                               |                                               | Comitato militare e personale combinato di WUCOS | Comitato militare e personale combinato di WUCOS | Comitato militare e personale combinato di WUCOS     | Comitato militare e personale combinato di WUCOS     | Comitato militare e personale combinato di WUCOS     | Comitato militare e personale combinato di WUCOS     |                                                      |                                                      |                                             |                                            | Comitato dei comandanti in capo e il suo presidente | Comitato dei comandanti in capo e il suo presidente | Comitato dei comandanti in capo e il suo presidente | Comitato dei comandanti in capo e il suo presidente | Comitato dei comandanti in capo e il suo presidente | Comitato dei comandanti in capo e il suo presidente |  |  |  |  |  |  |  |  |  |  |  |  |  |  |  |  |  |  |  |  |  |  |  |  |
| Comitato speciale dell'Assemblea generale delle Nazioni Unite | Comitato speciale dell'Assemblea generale delle Nazioni Unite | Comitato speciale dell'Assemblea generale delle Nazioni Unite | Comitato speciale dell'Assemblea generale delle Nazioni Unite | Comitato speciale dell'Assemblea generale delle Nazioni Unite                          | Comitato speciale dell'Assemblea generale delle Nazioni Unite                          |                                                                                        |                                                                                        | Comitato di sicurezza                                                                  | Comitato di sicurezza                                                                  | Comitato di sicurezza                         | Comitato di sicurezza                         | Comitato di sicurezza                                             | Comitato di sicurezza                         |                                               |                                               | Comitato militare e personale combinato di WUCOS | Comitato militare e personale combinato di WUCOS | Comitato militare e personale combinato di WUCOS     | Comitato militare e personale combinato di WUCOS     | Comitato militare e personale combinato di WUCOS     | Comitato militare e personale combinato di WUCOS     |                                                      |                                                      |                                             |                                            | Comitato dei comandanti in capo e il suo presidente | Comitato dei comandanti in capo e il suo presidente | Comitato dei comandanti in capo e il suo presidente | Comitato dei comandanti in capo e il suo presidente | Comitato dei comandanti in capo e il suo presidente | Comitato dei comandanti in capo e il suo presidente |  |  |  |  |  |  |  |  |  |  |  |  |  |  |  |  |  |  |  |  |  |  |  |  |
|                                                               |                                                               |                                                               |                                                               |                                                                                        |                                                                                        |                                                                                        |                                                                                        |                                                                                        |                                                                                        |                                               |                                               |                                                                   |                                               |                                               |                                               |                                                  |                                                  |                                                      |                                                      |                                                      |                                                      |                                                      |                                                      |                                             |                                            |                                                     |                                                     |                                                     |                                                     |                                                     |                                                     |  |  |  |  |  |  |  |  |  |  |  |  |  |  |  |  |  |  |  |  |  |  |  |  |
|                                                               |                                                               |                                                               |                                                               |                                                                                        |                                                                                        |                                                                                        |                                                                                        |                                                                                        |                                                                                        |                                               |                                               |                                                                   |                                               |                                               |                                               |                                                  |                                                  |                                                      |                                                      |                                                      |                                                      |                                                      |                                                      |                                             |                                            |                                                     |                                                     |                                                     |                                                     |                                                     |                                                     |  |  |  |  |  |  |  |  |  |  |  |  |  |  |  |  |  |  |  |  |  |  |  |  |
|                                                               |                                                               |                                                               |                                                               |                                                                                        |                                                                                        |                                                                                        |                                                                                        |                                                                                        |                                                                                        |                                               |                                               |                                                                   |                                               |                                               |                                               |                                                  |                                                  |                                                      |                                                      |                                                      |                                                      |                                                      |                                                      |                                             |                                            |                                                     |                                                     |                                                     |                                                     |                                                     |                                                     |  |  |  |  |  |  |  |  |  |  |  |  |  |  |  |  |  |  |  |  |  |  |  |  |
|                                                               |                                                               |                                                               |                                                               |                                                                                        |                                                                                        |                                                                                        |                                                                                        |                                                                                        |                                                                                        | Forze di terra dell'Europa occidentale C-in-C | Forze di terra dell'Europa occidentale C-in-C | Forze di terra dell'Europa occidentale C-in-C                     | Forze di terra dell'Europa occidentale C-in-C | Forze di terra dell'Europa occidentale C-in-C | Forze di terra dell'Europa occidentale C-in-C |                                                  |                                                  | Aeronautica dell'Europa occidentale (tattica) C-in-C | Aeronautica dell'Europa occidentale (tattica) C-in-C | Aeronautica dell'Europa occidentale (tattica) C-in-C | Aeronautica dell'Europa occidentale (tattica) C-in-C | Aeronautica dell'Europa occidentale (tattica) C-in-C | Aeronautica dell'Europa occidentale (tattica) C-in-C |                                             |                                            | Capitano di bandiera dell'Europa occidentale        | Capitano di bandiera dell'Europa occidentale        | Capitano di bandiera dell'Europa occidentale        | Capitano di bandiera dell'Europa occidentale        | Capitano di bandiera dell'Europa occidentale        | Capitano di bandiera dell'Europa occidentale        |  |  |  |  |  |  |  |  |  |  |  |  |  |  |  |  |  |  |  |  |  |  |  |  |

La struttura di comando generale è stata modellata sulla base del Supreme Headquarters Allied Expeditionary Force (SHAEF), che comprendeva uno staff di pianificazione congiunto. La WUDO potrebbe anche essere confrontato con l'organizzazione della difesa nel Regno Unito.

### Comitato per la difesa
La direzione e il controllo del governo erano forniti dal Comitato di difesa dell'Unione occidentale che, in tempo di pace, era composto dai ministri della difesa nazionali. Il comitato di difesa era servito dal comitato dei capi di stato maggiore e dal comitato di approvvigionamento militare, riuniti regolarmente a Londra. Questi organi erano analoghi al Chiefs of Staff Committee e al Joint War Production Staff del Regno Unito, rispettivamente.

### Segreteria
La segreteria lavorava per gli altri organi e aveva un segretario generale britannico.

### Commissione di approvvigionamento militare
Parallelamente a questa organizzazione di capi di stato maggiore, il Comitato per le forniture militari dell'Unione occidentale informò il Comitato di difesa su tutte le questioni relative alle forniture militari e formulò raccomandazioni su come soddisfare i requisiti delle Cinque Potenze per le forniture militari. Il comitato di approvvigionamento era di alto livello ed era composto da un rappresentante per ciascun paese. Il rappresentante britannico, che sarebbe stato presidente per il primo anno, è anche presidente dello staff di produzione della guerra congiunta britannica. Le rare riunioni del consiglio di amministrazione erano servite da un comitato esecutivo permanente che lavorava a Londra, composto da rappresentanti di ciascun paese.

### Comitato dei capi di stato maggiore
La Western Chiefs of Staff Committee (WUCOS), con sede a Londra, Regno Unito, era composto da cinque capi di stato maggiore nazionali.
La WUCOS diresse l'organizzazione operativa e fornì consulenza al Comitato di difesa su tutte le questioni relative alla difesa dell'Europa occidentale, tenendo conto degli impegni assunti in altre parti del mondo. All'interno di questa ampia direzione, i suoi compiti speciali nell'Europa occidentale erano quelli di:
- assicurare che le risorse militari dei cinque paesi fossero organizzate per soddisfare i requisiti strategici degli alleati
- assicurare che le forze delle varie nazioni fossero saldate in un'efficace macchina da combattimento
- garantire che le loro risorse combinate venissero assegnate nel modo migliore
- mantenere un giusto equilibrio tra i requisiti contrastanti di sicurezza interna e difesa interna da un lato e la battaglia europea dall'altro
- valutare, preparare e distribuire delle risorse necessarie, in particolare al comandante della battaglia europea, il cui compito speciale era quello di elaborare i piani operativi necessari e metterli in funzione
- tenere costantemente sotto controllo la definizione dell'area esatta della responsabilità del comando della battaglia europea in guerra

La WUCOS includeva osservatori degli Stati Uniti e del Canada. Questa missione di collegamento americana fu inizialmente guidata dal generale maggiore Lyman Lemnitzer, dell'esercito americano, e successivamente dal generale maggiore A. Franklin Kibler.

### Comitato dei comandanti supremi

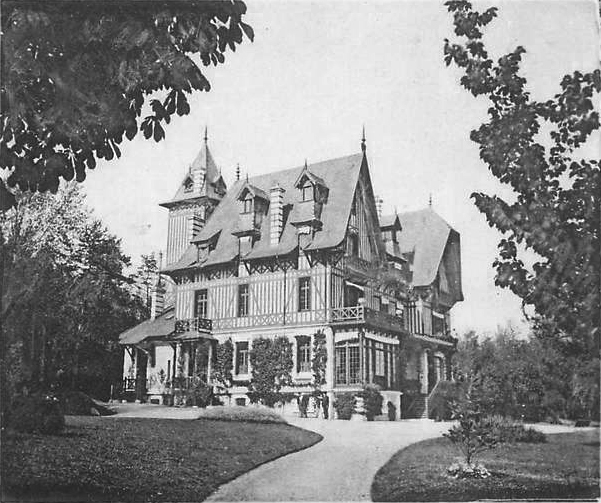
La sede del Presidente Montgomery del Comitato C-in-C era situata al Château des Fougères (, demolito nel 1998) vicino a Fontainebleau, ad Avon.

Il Comitato dei comandanti in capo dell'Unione occidentale, responsabile del Comitato per i capi di stato maggiore della Western Union, fu creato il 5 ottobre 1948.
Il comitato era composto dai comandanti in capo dell'Unione occidentale per i tre rami militari (terrestre, navale e aereo), nonché dall'ufficiale senior, designato presidente. Il loro compito immediato era di studiare i problemi tattici della difesa dell'Europa occidentale, vale a dire fare piani per affrontare una minaccia armata russa nell'Europa occidentale. Non presero il comando esecutivo di alcuna forza in tempo di pace, sebbene fossero in stretto contatto con i governatori militari delle zone di occupazione, e si sperava che, in misura limitata, le disposizioni in tempo di pace potessero essere adattate per soddisfare le esigenze della difesa.
Il comitato formò un'organizzazione di comando del nucleo nella città francese di Fontainebleau, a sud di Parigi, nota come Comando alleato combinato di WUDO (UNILION), che, in guerra, sarebbe stata in grado di comandare tutte le forze terrestri e sostenere le forze aeree per incontrare una Minaccia armata russa. UNILION impiegato c. 100 ufficiali e 300 altro personale.
Il quartier generale di UNILION, con l'ufficio del presidente del comitato C-in-C, era ospitato nello Château des Fougères nel vicino comune di Avon di Fontainebleau.
I tre comandi subordinati di UNILION, uno per ciascun servizio, erano alloggiati nel quartiere Enrico IV al Castello di Fontainebleau:
- Comando marino (UNIMER)
- Comando aereo (UNIAIR)
- Comando terrestre (UNITER)

Molto malumore è stato causato nel quartier generale da disaccordi tra il presidente Montgomery e CinCLand de Lattre.
Il castello di Courances è stato residenza privata del presidente Montgomery.

## Storia operativa

### Esercitazioni
L'Unione occidentale intraprese i seguenti esercizi di formazione (elenco incompleto):
- Exercise Verity (Naval; 1949) - coinvolgendo 60 navi da guerra delle marine britanniche, francesi e olandesi tenute nel Golfo di Biscaglia nel luglio 1949.[23] L'esercizio era sotto il comando generale dell'ammiraglio della flotta Sir Rhoderick McGrigor, RN, il comandante in capo della flotta interna.[23][24] La flottiglia di 60 navi comprendeva la corazzata britannica Anson ; i vettori britannici Implacable, Victorious e Theseus ; e la compagnia francese Arromanches.[23] L'ammiraglio McGrigor ha riassunto le realizzazioni dell'Exercise Verity osservando: "L'oggetto di queste manovre è dimostrare che siamo disposti e in grado di lavorare insieme in caso di aggressione. Posso dire subito che è stato un grandissimo successo."[23] Dopo l'Esercizio Verità, WUDO annunciò che un importante esercizio militare di terra era programmato per l'autunno 1949 sotto il comando generale del Generale d'armée Jean de Lattre de Tassigny.[23][25]
- Exercise Cupola (Air; 1950)[26]
- Operation Bulldog (Air, 1949)[27]

### Operazioni clandestine pianificate
- Operazione Gladio, un'operazione clandestina che preparava e attuava la resistenza armata in caso di invasione e conquista da parte del Patto di Varsavia.